# Английский язык Блэк-Кантри

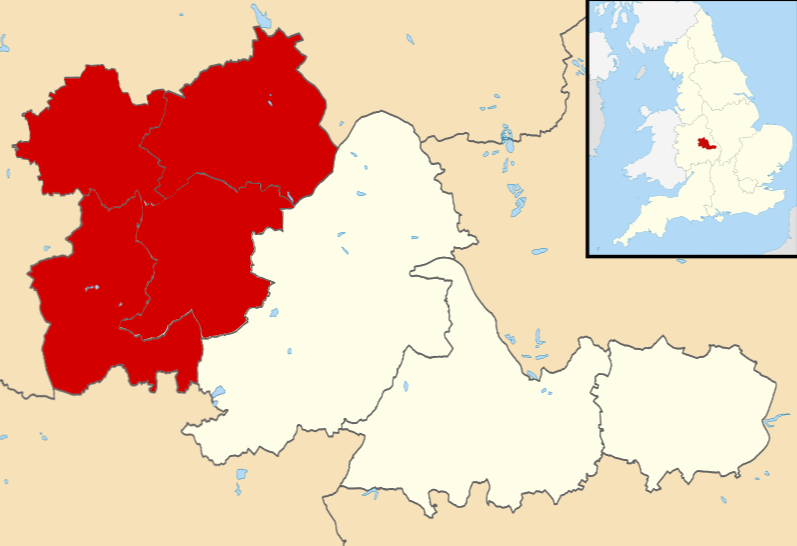
Блэк-Кантри

Английский язык Блэк-Кантри (англ. Black Country English) распространён на территории городской агломерации Уэст-Мидлендс к северу и западу от Бирмингема. Жители других районов Великобритании могут спутать его с брумми (диалектом Бирмингема).

## Акцент
Английский язык Блэк-Кантри избежал большинство изменений, произошедших с британским английским со времён среднеанглийского языка. В нём отсутствуют такие разделители, как trap-bath (baths рифмуется с maths, а не с hearth) и foot-strut (cut рифмуется с put). Нет также и слияния-NG (англ. NG-coalescence) - singer рифмуется с finger. Акцент Блэк-Кантри неротичен (англ. non-rhotic), поэтому draw и drawer - слова-омофоны. Гласный "a" произносится как "o", например, sond вместо sand, hond вместо hand, opple вместо apple, sponner вместо spanner и mon вместо man. К другим особенностям произношения относятся winder вместо window и fer вместо far.

## Диалект
Традиционный диалект Блэк-Кантри сохранил множество черт ранненовоанглийского и даже среднеанглийского языка, что делает его непонятным для стороннего человека. Thee, Thy и Thou (древние неформальные формы личных местоимений второго лица) до сих пор используются, как и в йоркширском и ланкаширском диалектах.  "'Ow B'ist," что означает "How are you?" ("Как дела?") - типичное приветствие, сокращение от "How be-est thou?". Ответом на него может быть "'Bay too bah," ("I be not too bad"), что означает "I am not too bad." ("Неплохо"). "I haven't seen her" сокращается до "I ay sid 'er." В диалекте Блэк-Кантри ar часто используется вместо yes (что также характерно для Йоркшира). Местный вариант слова you произносится /ˈjaʊ/ и рифмуется с now. Произношения goo (go) и gewin' (going) не отличаются от стандартных диалектов Западного Мидленда. Довольно часто от жителя Блэк-Кантри можно услышать agooin вместо going, например, в "Ow b'ist gooin" (Как дела), на что можно ответить "Bostin ah kid" (Хорошо).